# Деньги из чети
Деньги из чети, иногда четвертное денежное жалованье — в Русском государстве XVI и XVII веков так называлось ежегодное денежное жалованье, дававшееся городовым дворянам  и детям  боярским, которые назывались в таком случае «четвертчиками».
Деньги из чети иногда называются оброком (см. «Описание документов и бумаг, хранящихся в московском архиве Министерства юстиции», т. 8, стр. 42, 45, 87), что, по-видимому, указывает на происхождение этого вида денежного жалованья.

## Подробнее
Что это жалованье было годовым, видно из коломенской десятины 1577 г., перечисляющей боярских дворовых детей, которые «емлют из четверти годовое», а также из списка дворян и детей боярских, тверич и новоторжцев, составленного дьяками Симеона Бекбулатовича.
Жалованье называлось четвертным, ибо выплачивалось из четвертных доходов, поступавших в Галицкую, Костромскую, Устюжскую, Владимирскую и Новгородскую четверти. Его получала более родовитая и заслуженная часть городового дворянства, считавшая более выгодным по меньшему окладу (налогу) получать деньги из чети, чем по большему окладу «деньги с городом».
Приблизительно до второй четверти XVII века четвертчики получали денежное жалованье отдельно от получающих «с городом», но со второй четверти века они получают жалованье наравне с последними, продолжая отличаться от них в тексте десятен, которые не всегда означают, к какой Чети приписан по жалованью четвертчик, а пишут просто: «из чети… (столько-то)… рублев».
В отметках о жалованье «из чети» не встречается упоминания Новгородской четверти, но новгородцы, дети боярские, иногда упоминаются получающими жалованье из четвертей Устюжской и Владимирской.
Денежный оклад «из чети» повышался «придачами», носившими название «четвертных», и справлялся в «четвертных книгах» соответствующей четверти, в начале XVII в. еще носивших название «кормленных книг», изучение которых должно значительно разъяснить вопрос о деньгах из чети (см. книги Белогородского стола № 69 в архиве Министерства юстиции).
Когда служилый человек, получавший «деньги с городом», переписывался по жалованью на «деньги из чети», то говорили, что такой-то за службу «вновь пущен в четь, денег ему из чети учинен оклад» (столько-то; четвертные оклады от 6 до 60 р.). Получавших деньги из чети с каждого города обыкновенно служило гораздо менее, чем получавших деньги с городом. Наличный состав четвертчиков расписывался между четвертями, независимо от приписки четвертчика по службе к тому или другому городу, ведавшемуся в финансовом отношении в какой-либо чети. Каждый вновь пущенный в четверть приписывался к той чети, за которой была очередь содержания новых четвертчиков или в которой имелись «выбылые» места.